# Molly Quinn
 (juin 2024).
 (juin 2024).
Molly Quinn, née Molly Caitlyn Quinn le 8 octobre 1993 à Texarkana (Texas), est une actrice américaine.
Elle est surtout connue pour avoir joué le rôle d'Alexis Castle dans la série télévisée Castle.

## Biographie
Molly Quinn est d'origine irlandaise. Elle a commencé à prendre des leçons de théâtre avec le producteur Martin Beck après sa performance dans une représentation locale de Casse-Noisette à l'âge de six ans. Après six mois de formation intensive, l'actrice signe un contrat avec l'agence Osbrink.
De 2009 à 2016 elle joue le rôle d'Alexis Castle, la fille du personnage principal, dans la série Policière Castle diffusée sur ABC.
De 2011 à 2015, Quinn a interprété le rôle principal de Bloom dans une nouvelle version de la série animée Winx Club par Nickelodeon. Elle a d'abord essayé une voix « cartoon » pour son personnage mais les responsables de la série chez Nickelodeon lui ont conseillé d’utiliser sa vraie voix à la place, en disant : « Non, cette fois, nous voulons des voix de vraies filles. ».
L’actrice a également doublé Bloom dans les nouvelles versions du premier et deuxième films basés sur la série.

## Filmographie

### Cinéma
| Année | Titre                             | Réalisateur.trice                | Rôle                       |
| ----- | --------------------------------- | -------------------------------- | -------------------------- |
| 2009  | Ma mère, ses hommes et moi        | Richard Loncraine Charlie Peters | Paula                      |
| 2009  | The First Time                    | Jon Kasdan                       | Erica                      |
| 2013  | Hansel & Gretel Get Baked         | Duane Journey David Tillman      | Gretel Jaeger              |
| 2013  | Les Miller, une famille en herbe  | Rawson Marshall Thurber          | Melissa Fitzgerald         |
| 2015  | Welcome to Happiness              | Oliver Thompson                  | Lillian                    |
| 2017  | Les Gardiens de la Galaxie Vol. 2 | James Gunn                       | Rendez-vous d'Howard       |
| 2017  | Last Rampage                      | Dwight H. Little                 | Marisa                     |
| 2018  | Newly Single                      | Adam Christian Clarck            | Valerie                    |
| 2019  | Doctor Sleep                      | Mike Flanagan                    | Madame Grady               |
| 2021  | Agnes                             | Mickey Reece John Selvidge       | Mary                       |
| 2023  | Les Gardiens de la Galaxie Vol. 3 | James Gunn                       | Molly, des United Ravagers |
| 2024  | The Life of Chuck                 | Mike Flanagan                    | la mère de Chuck           |

### Télévision
- 2009 - 2016 : Castle, de Andrew W. Marlowe : Alexis Castle
- 2010 : Avalon High : Un amour légendaire, de Meg Cabot : Jenny
- 2019 : The Fix, de Marcia Clark : Lindsay Meyer
- 2019 : The InBetween, de Moira Kirkland : Andréa Squired
- 2021 - 2023 : The Rookie : Le Flic de Los Angeles : Ashley (2 épisodes)
- 2023 : The Fall of The House of Usher, de Mike Flanagan : Jenny

### Jeux vidéos
- 2011: The 3rd Birthday : Eva Brea
- 2018: Artifact : Jolixia

### Podcast
- 2012 - 2015 : The Thrilling Adventure Hour : Pemily Stallwark (12 épisodes)
- 2014 - 2019 : Welcome to Night Vale : Fey / Interne Molly / Melony (8 épisodes)
- 2022: Unlicensed : Molly Hatch (12 épisodes)

### Clips
- 2013: Release the Panic, de Red

### Vidéos YouTube
- 2015: Princess Rap Battle, de Whitney Avalon : Hermione Granger (1 épisode)

### Audio Book
- 2011: City of Fallen Angels, de Cassandra Clare : Narratrice

## Doublage

### Cinéma
- 2009 : Le Drôle de Noël de Scrooge, de Robert Zemeckis : Belinda Cratchit
- 2012 : Winx Club : Le Secret du royaume perdu, de Iginio Straffi et Sean Molyneaux : Bloom
- 2013 : Winx Club 3D : L'Aventure magique, de Iginio Straffi et Sean Molyneaux : Bloom
- 2013 : Superman contre Brainiac, de James Tucker et Bob Goodman : Supergirl / Kara Zor-El

### Télévision
- 2011 : Ben 10 : Ultimate Alien, de Donna Smith : Eunice

- 2011 - 2014 : Winx Club, de Iginio Straffi : Bloom / Lockette

## Distinctions

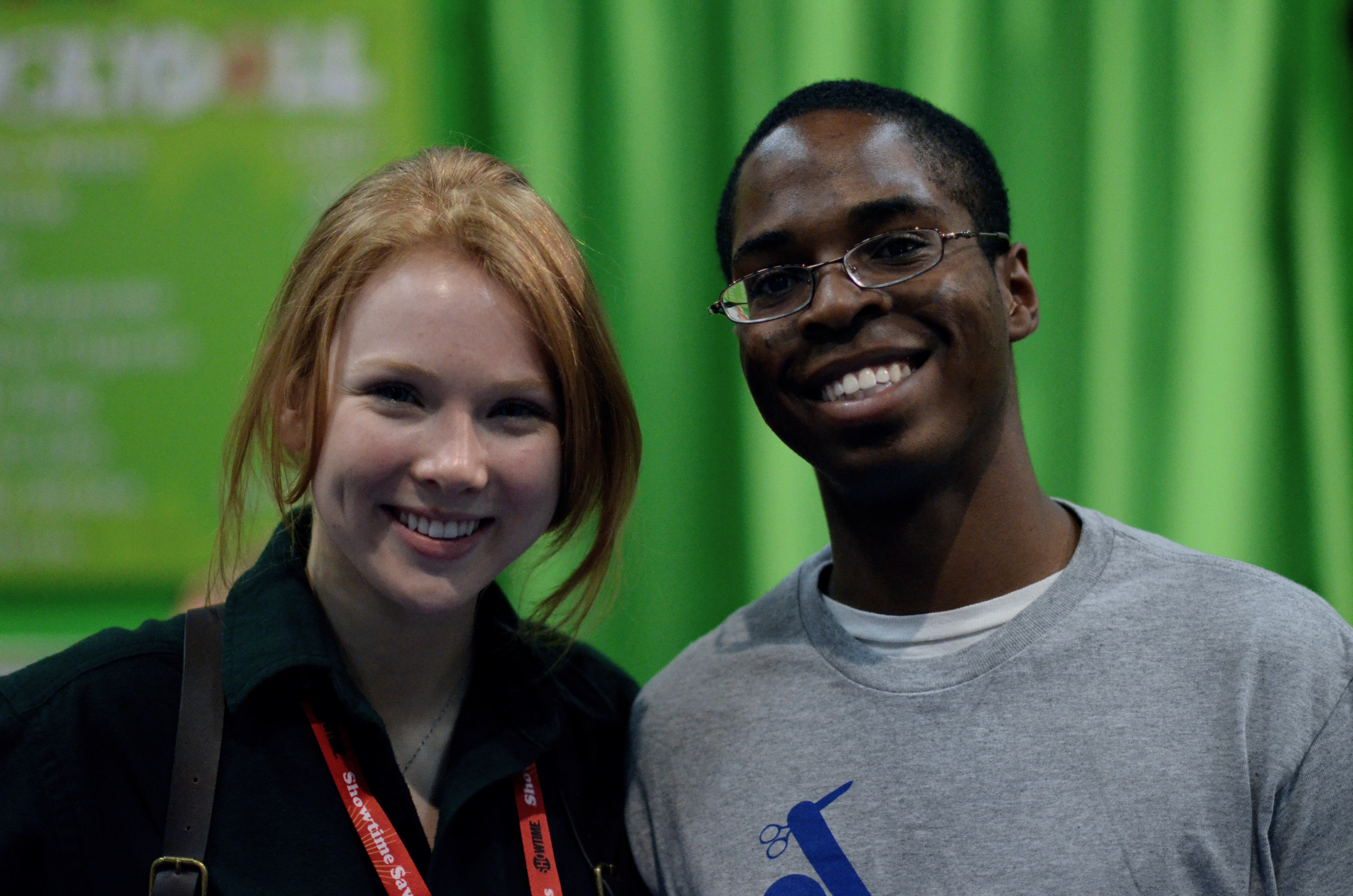
Molly Quinn au Comic-Con de San Diego en mars 2013.

- Monaco International Film Festival 2009 : meilleur court métrage pour The Sacrifice